# Престине
Прѐстине (на италиански: Prestine, на източноломбардски: Pgehten, Пгехтен) е село в Северна Италия, община Биено, провинция Бреша, регион Ломбардия. Разположено е на 610 m надморска височина.